# Jasenice (okres Třebíč)
Jasenice (2. pád do Jasenice, 6. pád v Jasenici; německy Jasenitz, Jassenitz, česky v roce 1918 Jesenice, starší názvy též plebanus in Jessenicz, in villa Jassenicz) je obec v okrese Třebíč v Kraji Vysočina, asi 5 km severně od Náměště nad Oslavou a 5 km jihozápadně od Velké Bíteše. Žije zde 185 obyvatel.
Sousedními obcemi sídla jsou Velká Bíteš, Čikov, Pucov a Naloučany.

## Geologie
V Jasenici se těžila železná ruda a stříbro, železná ruda se těžila v údolí potoka Jasinka směrem k Jestřabí, železná ruda s obsahem stříbra se pak těžila v lokalitách Vošmerky a Chroustovec (později místně pojmenováno U stříbrného dolu). Těžba přestala v polovině 19. století. Obec leží na rozhraní bítešské žuly a jinošovské ruly.

## Geografie
Jasenicí prochází ze západu na východ silnice II/392 z Čikova do Pucova, severně ze zastavěného území obce vede užitková silnice do Březky a Jestřabí. Ze silnice II/392 pak vychází užitková silnice ke kostelu sv. Klimenta, který stojí mimo zastavěné území obce, jižně ze zastavěného území obce pak vychází užitková silnice do Naloučan. Podél východní hranice území obce vede silnice z Pucova do Jindřichova. Přes území obce vede cyklostezka 5183. 
Většina území obce je značně kopcovitá, severní část obce však je více rovinatá než jižní. Severní, západní a východní část je využívána zemědělsky, zastavěné území obce však leží v hlubokém údolí potoka Jasinky a Jelenky, kolem obou potoků jsou svažitá zalesněná údolí, západní okraj zastavěného území obce je také zalesněn. Severovýchodní část území obce je zalesněná.
Přes zastavěné území obce protéká potok Jelenka, ten pramení severně od území obce, následně tvoří část západní hranice území obce, vlévá se do něj na hranici potok Drchalka a v zastavěném území obce se vlévá do potoka Jasinka, který také pramení severně od obce. Potok Jasinka tvoří také část východní hranice území obce, následně protéká kolem Jezevčí jeskyně a protéká údolím, ve kterém stojí většina zastavěného území obce a u Naloučan ústí do Oslavy. Na východním okraji území obce pramení nepojmenovaný potok, který pak teče západně hlubokým údolím a v zastavěném území obce se vlévá do Jasinky, část severní hranice tvoří nepojmenovaný potok, který pramení u Jindřichova a ústí do Jasinky. Část severozápadní hranice území obce tvoří potok Drchalka, který se u západní hranice území obce vlévá do potoka Jelenka. 
Území obce se pohybuje v nadmořské výšce 400–500 metrů nad mořem, severní část leží na plošině s nadmořskou výškou cca 500 metrů nad mořem, na ní jsou dva nevýrazné nepojmenované vrcholy s kótami 478 a 493 metrů. Zastavěné území obce se nachází cca ve 400 metrech nad mořem, téměř celé leží v údolích potoků. Údolími potoků je ostatně protnuté celé území obce, na jihu a severu území obce je údolí Jasinky s cyklostezkou, na západě údolí Jelenky a na východě a severovýchodě údolí dvou nepojmenovaných potoků.
Zastavěné území obce se nachází v údolí na jižním okraji území obce, severně od zastavěného území obce se nachází při cestě průmyslový areál a několik samostatně stojících rodinných domů. Na severním okraji území obce se také nachází Jezevčí jeskyně a štola. Těsně za severovýchodním okraji území obce se nachází Jindřichov. Asi 200 metrů východně od zastavěného území obce se nachází kostel sv. Klimenta. 
Východně od zastavěného území obce se nachází pamětní lípa k projektu Zpět k pramenům, severně pak Jezevčí jeskyně, která slouží jako zimoviště netopýrů.

## Historie
První písemná zmínka o obci pochází z roku 1353. Ve 14. století patřila Jasenice pánům z Tasova a vladykům z Jestřebí. V tu dobu již v obci stála tvrz. Roku 1361 získal vesnici Tasov z Tasova. Na počátku 15. století pánové z Tasova prodali majetky ve vsi Hynkovi z Jesenice. Část vesnice patřila Bratřejovi ze Zhoře, jeho syn Hynek pak prodal v roce 1390 část majetku Janu z Tasova. Roku 1466 byl pohnán Adam z Jasenice Martou z Jestřebí, která si dělala nároky na louku v Jestřebí. V roce 1507 pak Jiří z Jasenice prodal vesnici Ctiborovi z Janovic, následně v roce 1552 získal vesnici Adam z Jasenice, ale už v roce 1567 jeho syn Ondřej Jesenický prodal ves Jiřímu Vaneckému z Jemničky. V témže roce je poprvé písemně zmíněna tvrz, ta byla nejspíš postavena již dříve, ale hned po připojení vesnice k náměšťskému panství zanikla a byla nadále využívána jen jako hospodářská budova.
Ten pak prodal v roce 1595 vesnici Anně Zámrské ze Zámrsku. Po smrti dědičky majetku Kateřiny Dubské pak Jasenici získal Karel Grün ze Stürzenberka, ten se zadlužil a jeho majetek připadl Ferdinandovi z Verdenberku a Jasenice se tak stala součástí náměšťského panství. V roce 1720 se poprvé objevuje název Jasenitz. V letech 1802 a 1844 byl upraven kostel sv. Klimenta. V roce 1882 byla postavena původní školní budova. V roce 1910 pak byla postavena nová školní budova. V roce 1886 pak byl postaven most přes potok a roku 1919 byly vysazeny památné lípy u kaple sv. Maří Magdalény. V roce 1929 pak byla obec elektrifikována a téhož roku byl také vystavěn památník padlým občanům v první světové válce. Roku 1933 byl do kostela zavěšen nový zvon.
Do roku 1867 byla součástí obce i ves Pucov, do roku 1892 ještě části města Velká Bíteš - Březka, Jindřichov a Jestřábí. Mezi lety 1949 a 1960 byla součástí okresu Velká Bíteš.
Do roku 1849 patřila Jasenice do náměšťského panství, od roku 1850 patřila do okresu Moravský Krumlov, pak od roku 1868 do okresu Třebíč, následně do okresu Velká Bíteš a od roku 1960 do okresu Třebíč.
| Rok            | 1869 | 1880 | 1890 | 1900 | 1910 | 1921 | 1930 | 1950 | 1961 | 1970 | 1980 | 1991 | 2001 | 2011 | 2021 |
| -------------- | ---- | ---- | ---- | ---- | ---- | ---- | ---- | ---- | ---- | ---- | ---- | ---- | ---- | ---- | ---- |
| Počet obyvatel | 289  | 306  | 305  | 343  | 341  | 351  | 345  | 261  | 322  | 279  | 220  | 201  | 213  | 213  | 176  |
| Počet domů     | 39   | 45   | 48   | 49   | 50   | 53   | 58   | 61   | 64   | 60   | 57   | 63   | 70   | 72   | 75   |

## Politika

### Volby do Poslanecké sněmovny
|       | 2006                | 2010                | 2013                | 2017                | 2021                |
| ----- | ------------------- | ------------------- | ------------------- | ------------------- | ------------------- |
| 1.    | ČSSD (45,45 %)      | ČSSD (36,15 %)      | ČSSD (23,14 %)      | ANO (18,96 %)       | SPOLU (33,89 %)     |
| 2.    | ODS (19,0 %)        | VV (17,69 %)        | KDU-ČSL (19,83 %)   | ČSSD (17,24 %)      | ANO (25,42 %)       |
| 3.    | KDU-ČSL (18,18 %)   | KDU-ČSL (12,3 %)    | ANO 2011 (14,87 %)  | KDU-ČSL (16,37 %)   | ČSSD (14,4 %)       |
| účast | 71,18 % (121 z 170) | 74,86 % (131 z 175) | 67,98 % (121 z 178) | 70,30 % (116 z 165) | 80,82 % (118 z 146) |

### Volby do krajského zastupitelstva
|      | 1.                 | 2.                    | 3.                | účast              |
| ---- | ------------------ | --------------------- | ----------------- | ------------------ |
| 2000 | 4KOALICE (66,03 %) | ČSSD (9,43 %)         | ODS (7,54 %)      | 34,78 % (56 z 161) |
| 2004 | KDU-ČSL (32,25 %)  | MoDS (19,35 %)        | ČSSD (19,35 %)    | 36,26 % (62 z 171) |
| 2008 | ČSSD (46,06 %)     | ODS (20,22 %)         | KDU-ČSL (14,6 %)  | 50,57 % (89 z 176) |
| 2012 | KDU-ČSL (36 %)     | ČSSD (29,33 %)        | KSČM (13,33 %)    | 45,45 % (80 z 176) |
| 2016 | KDU-ČSL (26,25 %)  | ČSSD (20 %)           | ANO 2011 (12,5 %) | 50,91 % (84 z 165) |
| 2020 | KDU-ČSL (18,07 %)  | STAN+SNK ED (18,07 %) | ČSSD (14,45 %)    | 56,38 % (84 z 149) |
| 2024 | ANO (30,88 %)      | STAN+SNK ED (20,58 %) | KDU-ČSL (19,11 %) | 46,26 % (68 z 147) |

### Prezidentské volby
V prvním kole prezidentských voleb v roce 2013 první místo obsadil Miloš Zeman (35 hlasů), druhé místo obsadil Karel Schwarzenberg (31 hlasů) a třetí místo obsadil Jiří Dienstbier (23 hlasů). Volební účast byla 78,16 %, tj. 136 ze 174 oprávněných voličů. V druhém kole prezidentských voleb v roce 2013 první místo obsadil Miloš Zeman (95 hlasů) a druhé místo obsadil Karel Schwarzenberg (50 hlasů). Volební účast byla 83,33 %, tj. 145 ze 174 oprávněných voličů.
V prvním kole prezidentských voleb v roce 2018 první místo obsadil Miloš Zeman (53 hlasů), druhé místo obsadil Jiří Drahoš (32 hlasů) a třetí místo obsadil Marek Hilšer (19 hlasů). Volební účast byla 83,64 %, tj. 138 ze 165 oprávněných voličů. V druhém kole prezidentských voleb v roce 2018 první místo obsadil Jiří Drahoš (69 hlasů) a druhé místo obsadil Miloš Zeman (63 hlasů). Volební účast byla 81,1 %, tj. 133 ze 164 oprávněných voličů.
V prvním kole prezidentských voleb v roce 2023 první místo obsadil Andrej Babiš (47 hlasů), druhé místo obsadil Petr Pavel (30 hlasů) a třetí místo obsadila Danuše Nerudová (20 hlasů). Volební účast byla 83,45 %, tj. 121 ze 145 oprávněných voličů. V druhém kole prezidentských voleb v roce 2023 první místo obsadil Petr Pavel (60 hlasů) a druhé místo obsadil Andrej Babiš (56 hlasů). Volební účast byla 81,12 %, tj. 116 ze 143 oprávněných voličů.

## Pamětihodnosti
- Kostel svatého Klimenta
- Kaple svaté Maří Magdalény
- Sochy svatého Jana a Panny Marie u cesty ke kostelu
- Tvrz

## Osobnosti
- Miloš Dvořák (1901–1971), pedagog, básník, překladatel
- Václav Kopřiva (1887–?), pedagog a překladatel